# Photo Album
Photo Album – kompilacyjne DVD kanadyjskiego zespołu rockowego Nickelback, składające się z teledysków grupy. Na krążku zostały zamieszczone prawie wszystkie teledyski grupy począwszy od wydanej w 1998 roku płyty "The State", aż do wydanego w 2005 roku albumu "All the Right Reasons". Z tego ostatniego krążka, znalazł się tylko jeden teledysk, a to za sprawą tego iż DVD zostało wydane jeszcze przed premierą płyty. Płyta została wydana w 2004 roku, nakładem Wal-Mart. Wśród teledysków zawartych na tym albumie, został pominięty teledysk z utworem "Fly" z albumu "Curb", teledysk do utworu "Old Enough" z albumu "The State", oraz teledysk "See You at the Show" z płyty "The Long Road".

## Lista teledysków
1. "Leader of Men" (Ch.Kroeger – Nickelback) (z albumu "The State")
2. "How You Remind Me" (Ch.Kroeger – Nickelback) (z albumu "Silver Side Up")
3. "Too Bad" (Ch.Kroeger – Nickelback) - (z albumu "Silver Side Up")
4. "Never Again" (Ch.Kroeger – Nickelback) (z albumu "Silver Side Up")
5. "Someday" (Ch.Kroeger – Nickelback) (z albumu "The Long Road")
6. "Feelin' Way Too Damn Good" (Ch.Kroeger – Nickelback) (z albumu "The Long Road")
7. "Figured You Out" (Ch.Kroeger – Nickelback) (z albumu "The Long Road")
8. "Photograph" (Ch.Kroeger – Nickelback) (z albumu "All the Right Reasons")

## Twórcy
Nickelback
- Chad Kroeger – śpiew, gitara prowadząca
- Ryan Peake – gitara rytmiczna, wokal wspierający
- Mike Kroeger – gitara basowa
- Ryan Vikedal – perkusja

- Daniel Adair - perkusja